# Миозит
Миози́т (др.-греч. μυς, род. пад. μύος «мышца» + лат. -itis — суффикс, означающий воспаление) — общее название заболеваний, характеризующихся как воспалительное поражение скелетной мускулатуры различного происхождения, различной симптоматики и течения заболевания.
Для миозита характерны локальные боли в области поражения, интенсивность которых увеличивается со временем. Боль значительно усиливается при движениях, вызывающих сокращение пораженных мышц, а также при их пальпации. В связи с тем, что возникает защитное напряжение мышц, со временем возникает ограничение движений в суставах. Из-за боли и ограничения движения постепенно нарастает мышечная слабость, вплоть до атрофии поражённых мышц. При любой форме миозита в той или иной степени одновременно в процесс вовлекаются паренхима и межуточная ткань. Строго изолированного поражения какой-либо из мышц обычно не бывает.

## Типы миозита
В настоящее время является общепринятой классификация миозитов на несколько типов как по происхождению заболевания, так и по его течению, в свою очередь, основные типы миозитов подразделяются на подтипы и смешанные типы, сочетающие в себе признаки разных категорий заболевания. По характеру воспалительных изменений различают: гнойный, паренхиматозный, интерстициальный, фиброзный. По клиническому течению: острый и хронический. По этиологическим признакам: травматический, ревматический и инфекционный миозиты. Также к миозитам относят следующие заболевания различного патогенеза: полимиозит, дерматомиозит, нейромиозит, полифибромиозит, оссифицирующий миозит.
Классификации в разных странах и разных научных школах могут сильно различаться, так как принадлежность того или иного конкретного заболевания к определенной группе подчас спорна в том числе и по причине малоизученности заболевания.

## Этиология
Миозит возникает в результате аутоиммунных процессов, поражающих скелетную мускулатуру.
Причины возникновения миозита:
- инфекции (грипп, ангина, ревматизм и т. д.);
- травмы;
- чрезмерное охлаждение или напряжение мышц;
- сильные мышечные судороги во время плавания;
- при работе (длительном пребывании) в неудобной или неправильной позе
- мышечные паразиты;
- интоксикация организма (наркотики, алкоголь).

К воспалению мышц приводят следующие заболевания позвоночника:
- остеохондроз;
- межпозвоночная грыжа;
- артроз.

Миозит может возникать по причинам, связанным с общим психическим стрессом человека. Стресс формирует защитные реакции организма, в том числе мышечное напряжение.

## Клиника
Основным клиническим симптомом миозита является локальная мышечная боль. Её интенсивность нарастает при надавливании на мышцы или во время движения, что вызывает защитное напряжение пораженных мышц и приводит к ограничению подвижности суставов. В некоторых случаях над областью поражения наблюдается инфильтрация и гиперемия кожных покровов. Боли в пораженных мышцах при миозите усиливаются не только при движении, но и в покое, ночью, при перемене погоды.
В ходе дальнейшего развития заболевания нарастает мышечная слабость. Больной испытывает трудности при выполнении обычных бытовых действий. Снижается способность к самообслуживанию. В итоге развивается частичная или полная атрофия скелетных мышц.
Миозит может прогрессировать, вовлекая в процесс новые мышцы. При ряде локализаций данное поражение представляет серьёзную опасность. Например при шейном миозите, воспаление может затронуть мышцы гортани, глотки, пищевода. Из-за этого затрудняется проглатывание пищи, появляется кашель. Если в процесс вовлекаются дыхательная мускулатура, возникает одышка.

## Лечение
В зависимости от тяжести поражения и стадии заболевания подход к лечению индивидуален и специфичен. Одних методов физиотерапии бывает недостаточно для полноценного выздоровления. Целесообразно местное лечение: нанесение НПВП-мазей на место локализации болей, содержащих диклофенак или кетопрофен. Болевой синдром при миозите купируется таблетированными анальгетиками.
Если течение заболевания сопровождается повышенной температурой тела применяются препараты двойного действия - снимающего воспаления и жаропонижающие. К таким препаратам относят:
- ибупрофен + парацетамол;
- диклофенак + парацетамол.

Для устранения спазма мышц применяют соответствующие лекарственные средства, в том числе и с содержанием змеиного или пчелиного яда.
Прогноз благоприятный.